# Sankt Johannes kapell, Köping
Sankt Johannes kapell är ett gravkapell i Köping i Västerås stift. 

## Orgel
Den nuvarande orgeln byggdes 1970 av Walter Thür Orgelbyggen AB, Torshälla. Orgeln är mekanisk.
| Huvudverk I   | Öververk II         | Pedal      | Koppel |
| Rörflöjt 8'   | Gedakt 8´           | Subbas 16´ | I/P    |
| Principal 4'  | Fugara 8'           |            | II/P   |
| Spetsflöjt 4' | Flöjt 4'            |            | II/I   |
| Blockflöjt 2' | Principal 2'        |            |        |
| Mixtur 3 chor | Sesquialtera 2 chor |            |        |
|               | Tremulant           |            |        |